# Carlo Rizzi
Carlo Rizzi (1923 - 1955) este un personaj fictiv din romanul lui Mario Puzo, The Godfather. În adaptarea cinematografică din 1972, a fost interpretat de Gianni Russo.